# Araucariini
Araucariini es una tribu de insectos coleópteros curculiónidos. 

## Géneros
- Araucarius
- Coptocorynus
- Inosomus
- Mastersinella
- Xenocnema